# Li Muhao
Li Muhao (chinês: 李慕豪;Pīnyīn:Li Mùháo) (Cantão, 2 de junho de 1992) é um basquetebolista chinês que atualmente joga pelo Shenzhen Leopards disputando a Liga Chinesa de Basquetebol. O atleta possui 2,18m, pesa 110kg e atua na posição pivô. Fez parte do selecionado chinês que conquistou a vaga para o torneio olímpico de basquetebol dos Jogos Olímpicos de Verão de 2016 no Rio de Janeiro.